# Храмець
Храмець (словац. Chrámec, угор. Harmac) — село, громада в окрузі Рімавська Собота, Банськобистрицький край, Словаччина. Кадастрова площа громади — 1284 км². Населення — 462 осіб (за оцінкою на 31 грудня 2017 р.).
Знаходиться за ~20 км на південний схід від адмінцентру округу міста Рімавська Собота. На північному сході межує з Угорщиною.

## Історія
Перша згадка 1246 року.
1828 року в селі налічувалося 73 будинки і 618 мешканців.
1938—1944 рр. під окупацією Угорщини.

## Населення
| Рік:            | 1994. | 2004. | 2014.    | 2024.   |
| --------------- | ----- | ----- | -------- | ------- |
| Кількість осіб: | 380   | 399   | 441      | 461     |
| Різниця:        |       | +5 %  | +10,52 % | +4,53 % |

| Рік:            | 2023. | 2024.   |
| --------------- | ----- | ------- |
| Кількість осіб: | 455   | 461     |
| Різниця:        |       | +1,31 % |